# Pleopardus rubiginosus
Pleopardus rubiginosus är en insektsart som beskrevs av Mitjaev 1969. Pleopardus rubiginosus ingår i släktet Pleopardus och familjen dvärgstritar. Inga underarter finns listade i Catalogue of Life.